# Out of Control (альбом Girls Aloud)
Out of Control — пятый студийный альбом британской поп-группы Girls Aloud, основанной в 2002 году в ходе английского реалити-шоу Popstars. Диск выпущен в 2008 году, на лейбле Fascination. Спродюсирован Брайаном Хиггинсом.

## Список композиций
1. «The Promise» — 4:03
2. «The Loving Kind» — 3:54
3. «Rolling Back the Rivers in Time» — 4:29
4. «Love Is the Key» — 4:17
5. «Turn to Stone» — 4:25
6. «Untouchable» — 6:42
7. «Fix Me Up» — 4:26
8. «Love Is Pain» — 3:32
9. «Miss You Bow Wow» — 4:11
10. «Revolution in the Head» — 4:31
11. «Live in the Country» — 4:27
12. «We Wanna Party» — 3:54

- В «специальное издание» входит материал создания альбома.

## Позиции вчартах
| Чарты (2008)   | Позиция |
| -------------- | ------- |
| Великобритания | 1       |
| Ирландия       | 7       |

## Участники записи
- Шерил Коул
- Кимберли Уолш
- Сара Хардинг
- Никола Робертс
- Надин Койл